# Proasellus pisidicus
Proasellus pisidicus is een pissebed uit de familie Asellidae. De wetenschappelijke naam van de soort is voor het eerst geldig gepubliceerd in 1996 door Henry, Magniez & Notenboom.